# Драмска сцена СПКД „Просвјета“ (Прњавор)
Драмска сцена СПКД „Просвјета“ ОО Прњавор је омладинско аматерско позориште које постоји и дела под окриљем Српског просвјетног и културног друштва „Просвјета“ из Прњавора. Поѕориште је основано 2003. године, на иницијативу проф. Бранкице Радоњић.

## Представе
- Госпођа мини-старка, 2003.
- Јавни час глуме, 2004.
- Ђачки састанак, 2004.
- Сњежана и седам патуљака, 2005.
- Ко каже да Деда Мраз не постоји, 2005.
- Црвенкапа и збуњени вук, 2005.
- Мој чудесни изум, 2010.
- Новогодишња ноћ, 2010.
- Да ли ће Дамојед да заволи сладолед, 2010.
- Краљевски фестивал, 2011
- Још једна прича за нашу дјецу, 2011.
- Нешто као срећа, 2012.
- Плава боја снијега, 2012.
- Имам право на игру, дружење и смијех, 2012.
- Новогодишњи сан, 2012.
- Ако је веровати мојој баки, 2013.
- Бајка о некада и сада, 2013.
- Министарка, 2013.
- Ко каже да Деда Мраз не постоји, 2013.
- Гучи, Прада, естрада, 2014.
- Мала принцеза, 2014.
- Гадан вирус Штрумпфитис, 2014.
- Женски разговори, 2014.
- Бајковита заврзлама, 2014.
- Заљубљени Гаргамел, 2015.
- Први пут, 2015.
- Пепељуга у Земљи чуда, 2015.
- Приче из Ријечног краљевства, 2015.
- Невоље са несташним играчкама, 2015.
- Умрежи ме њежно, 2016.
- Бајка о бајци, 2016.
- Побуна у библиотеци, 2016.
- Аудиција, 2016.
- Као бајаги вук заљубљен истински, 2016.
- Збрка у Леденом дворцу, 2016.
- Невидљиви, 2017.
- Пут по свету на тротинету, 2017.
- Како насмејати принцезу, 2017.
- Како су постале ружне речи, 2017.
- Седам Снежана и патуљак, 2018.
- Већ виђено, 2018.
- Aна у Земљи кишобрана, 2018.
- Изволите у бајку са Пепељугом, 2018.
- Ако заиста вјерујеш, 2018.
- Луцкасти кловнови, 2019.
- Тинејџитис, 2019.
- Бајка о бајци (обновљена представа), 2019.
- Гдје нестаде Нова година? 2019.
- То нисам ја, 2020.
- Женски разговори, 2020.
- Први дејт, 2021.
- Штрумпфови у епизоди „Први рођендан“, 2021.
- Јазавац пред судом, 2021.